# 法律與公正
法律與公正（波蘭語：Prawo i Sprawiedliwość，發音：[ˈpravɔ i spravjɛˈdlivɔɕt͡ɕ] ⓘ，缩写为）是波蘭的一个右翼民粹主義和民族保守主義的政黨。目前，它是波蘭的第一大黨。
2001年，该黨由萊赫·卡欽斯基和雅羅斯瓦夫·卡辛斯基兄弟成立，部分创始成员来自团结选举行动和中间协议。
該黨贏得2005年波蘭議會選舉首次造成少數派聯合政府，萊赫·卡欽斯基在2005年波蘭總統選舉中當選波蘭總統。其孪生長兄雅羅斯瓦夫·卡辛斯基之后任波蘭總理。2007年波蘭議會選舉，該黨敗給公民綱領黨。2010年波蘭空軍圖-154墜機事件，該黨多位領袖喪生於該次災難、包括總統萊赫·卡欽斯基。
卡辛斯基兄弟反貪腐、保守主義、法治的觀點主導該黨黨綱。
該黨信奉自由市場經濟，但採取干預主義，並採取傾向並擁護天主教會的社會保守主義立場，包括反對墮胎合法化、安樂死、性教育和LGBT權益。該黨是歐洲懷疑主義政黨，屬於疑歐派的歐洲保守改革聯盟。

## 歷史

### 成立
法律與公正和公民綱領黨同樣出身於團結工會。2001年波蘭議會選舉，法律與公正黨以得票率9.5%拿下44席，進入眾議院。2002年，列赫·卡辛斯基當選華沙市長。

### 執政時期：2005年—2007年
2005年波蘭議會選舉，法律與公正黨以27.0%的得票率成為第一大黨，拿下下議院155席與上議院49席。當時普遍認為當時同屬右翼的公民綱領黨與法律與公正黨最有可能組成執政聯盟。因兩黨在2005年波蘭總統大選中發生衝突，加上導致結盟談判瓦解。最後列赫·卡辛斯基擊敗唐納德·圖斯克當選波蘭總統。
之後，以卡齊米日·馬爾欽凱維奇為首的少數派政府最終垮台。2006年7月，法律與公正黨與右派民粹主義的波蘭共和國自衛黨（Self-Defense of the Republic of Poland）、波蘭家庭聯盟（League of Polish Families）組成右翼執政聯盟，黨魁雅羅斯瓦夫·卡辛斯基就任總理。與波蘭政治邊緣的極右派政黨結盟影響了該黨的聲譽。之後自衛黨安傑伊·雷佩爾（Andrzej Lepper）黨魁被指控涉嫌貪汙與性騷擾，法律與公正黨決定解散執政聯盟並提前選舉。

### 在野時期：2007年—2015年
2007年波蘭議會選舉，法律與公正黨維持住32.1%的支持，但公民鋼領黨拿下41.5%的票數成為第一大黨。法律與公正黨成為反對黨。
2010年4月10日，列赫·卡辛斯基總統在2010年波蘭空軍圖-154墜機事件中喪生。
2010年1月，耶日·波拉柴克（Jerzy Polaczek）脫黨成立Poland Plus。該黨7名下議院議員來自於法律與公正黨的中間派、經濟自由主義派系。9月24日，該黨解散，包括波拉柴克在內的多數議員回到法律與公正黨。11月16日，議員尤安娜·克魯齊克-羅斯特科斯卡（Joanna Kluzik-Rostkowska）、艾爾茲畢耶塔·雅庫比亞克（Elzbieta Jakubiak）、帕維爾·彭齊流許（Pawel Poncyljusz）、歐洲議員亞當·畢耶蘭（Adam Bielan）和米哈爾·卡明斯基（Michał Kamiński）籌組新政黨波蘭優先黨。卡明斯基表示法律與公正黨已被極右派極端份子把持。

### 二次執政：2015年—2023年
2015年波蘭議會選舉，法律與公正黨以37.6%的支持率勝出，成為波蘭自1989年結束共產黨統治以來，首個單獨執政的政府。2019年波蘭議會選舉，法律與公正黨以43.59%的支持率勝出，成功連任。到了2023年波蘭議會選舉，該黨雖在眾議院取得相對多數，但因他黨不願和其組成聯合政府，故波蘭總統安傑伊·杜達雖給予該黨第三次組閣的機會，其最後仍因未通過眾議院信任投票而解散。

## 意識形態
雖然法律公正黨作為右派至極右派政黨，但仍支持溫和的經濟干預主義，且支持西歐基督教民主主義政黨所稱的社會市場經濟。
2005年波蘭議會選舉後，該黨在經濟上轉向貿易保護主義。短暫的總理卡齊米日·馬爾欽凱維奇比卡辛斯基兄弟更傾向經濟自由主義，其立場接近公民綱領黨。
然而，不同於強調經濟的公民綱領黨，法律與公正黨專注在打擊貪腐。
外交政策方面，法律與公正黨傾向大西洋主義，主張加強與美國的關係，相較公民綱領傾向不支持歐洲整合。該黨是軟性歐洲懷疑主義政黨 且反對聯邦歐洲。該黨強調歐盟應「『服務』波蘭而非相反（波蘭「服務」）」。
該黨目前是极右翼疑歐派歐洲保守改革聯盟成員，成員包括英國保守黨及瑞典民主黨，之前曾參加中間偏右的歐洲人民黨與歐洲民族聯盟。

## 政治支持

法律與公正黨主要支持地區於波蘭東部（不包括首都華沙）。2010年支持雅羅斯瓦夫·卡辛斯基地區以藍色表示。此圖同時與波蘭A和B高度相似。

如同公民綱領黨一樣，但不同於其他右派政黨，法律與公正黨也是來自於反對波蘭統一工人黨共產黨政權的團結工聯團結工聯領導階級在2005年曾想回到法律與公正黨，但因過去的政黨政治經驗，加上與公民綱領黨的關係而退縮。
該黨吸引了未從經濟自由主義與歐洲整合中受惠的「被剝奪」選區的支持。
以其選民結構為基礎，法律與公正黨與波蘭家庭聯盟、前團結工聯選舉行動成員組成保守派後團結工聯集團的核心，反對以公民綱領黨為首的親歐派中間偏右自由保守主義後團結工聯集團。法律與公正黨選民的最大特色是強調去共產化（Decommunization）。

## 黨綱

### 經濟
該黨支持由國家擔保的最小社會安全網和連結市場經濟的國家干預。競選期間，該黨提出減稅至兩個個人所得稅率（18%與32%），退稅給有子家庭，並減少增值稅（但維持個人增值稅的變化）。18%與32%稅率最終獲得執行。此外，延續私有化但排除數個具有國家戰略重要性的國有企業。

### 非共化
法律與公正黨強烈支持「潔淨法」（Lustracja）。雖然目前的潔淨法要求核查公職人員，但該黨希望增加調查大學教授、律師、記者、大型企業經理人和其他公共職能人員。這些與安全機關有關聯的人士應禁止他們實踐職業。
法律與公正黨還支持公布共產時期所有的特務姓名。

### 犯罪與貪腐
法律與公正黨支持增加刑罰。該黨冀求積極的反貪腐手段（包括成立反貪腐辦公室、公開披露政治人物與重要公務員的資產），以及廣泛的各種措施讓公共機關運作順利。

### 憲法、權力架構
法律與公正黨提出了一個憲法改革方案，包括（當內閣提請時）允許波蘭總統透過「總統令」通過法律，縮減上下議院議員席次，去除憲法機構監督媒體和貨幣政策。

### 國防政策
該黨支持透過減少官僚主義，提高軍費開支，軍隊裝備現代化等方式加強軍隊效率。法律與公正黨計畫引進全職業化軍隊制度，2012年停止徵兵（2008年8月取消波蘭義務兵役制）。他們也支持波蘭參加由聯合國、北約和美國領導的國外軍事任務，例如阿富汗和伊拉克。在2007年選舉中，該黨宣布波蘭軍隊伊拉克駐兵應延長一年。

### 外交
該黨支持在對波蘭有利的項目上與歐盟進行整合。他們支持經濟整合並牢固能源安全與軍事方面的合作，但對政治一體化表示疑慮。該黨反對組成歐洲超國家或聯邦。法律與公正黨支持波蘭與美國建立緊密的政治與軍事聯盟。
該黨在歐洲議會加入疑歐派歐洲保守改革聯盟－2009年成立以挑戰當時歐洲議會的親聯邦主義氣候並解決歐洲層級的「民主逆差」。

### 健保
法律與公正黨支持由國家提供的免費健保。

### 社會議題
該黨反對墮胎，贊成實施加強嚴格限制墮胎的法律（現時的墮胎法只容許婦女在有生命危險時可以進行墮胎）。他們也反對安樂死。該黨反對同性婚姻或其他同性伴侶的法律承認。法律與公正黨極力批判媒體的情色與暴力。
法律與公正黨自認為親家庭價值的政黨。選舉前，該黨承諾將建造300萬戶平價住房，以幫助年輕夫婦結婚。執政時，該黨透過立法延長產假並有條件支持給予新生兒家庭補助金的想法。該黨支持在星期日和假日關閉大型超市，員工有更多時間陪伴家庭。
雖然法律與公正黨自稱是天主教會的擁護者，但其政策並非都完全配合天主教會的教義。他們也在人工受精和幹細胞研究等議題上展現部分彈性。

#### 同性戀立場
2005年9月21日，雅羅斯瓦夫·卡辛斯基表示「同性戀者不應該是孤立的，但是他們不應該是學校教師。活躍同性戀者在任何情況下肯定不行」，但同性戀者「也不應該受到歧視」。他也表示「肯定同性戀會導致文明滅亡，我們不能同意這樣做」。列赫·卡辛斯基在擔任華沙市長時拒絕批准同性戀自豪日驕傲遊行（Gay Pride），表示這是淫穢和冒犯他人的宗教信仰；隨後華沙法院裁定卡辛斯基違法。
該黨在LGBT權益的立場，使疑歐的英國保守黨邀請他們加入右翼的歐盟疑歐派政黨歐洲保守改革聯盟時，並引發歐盟其他黨派爭議。英國工黨批評保守黨，英國歐洲大臣丹尼斯·麥克夏恩（Denis MacShane）表示「保守黨的孤立主義建立了一個不愉快、醜陋、圍繞在大衛·卡麥隆與威廉·海格的反歐洲政黨組成的網路，但確定的是他們應該與攻擊同性戀的恐同者畫清界線」。威廉·海格則為法律與公正黨辯護並稱對他們的恐同症指控是「瞭解不夠且過時的」。爭議在米哈爾·卡明斯基於2000年用貶義詞彙形容同志權利運動領導人的影片曝光後持續。卡明斯基發言人表示該字在十年前有著與現在不同的含意。保守黨議員提摩西·科克霍普（Timothy Kirkhope）更表示卡明斯基的言論被斷章取義。

## 選舉結果

### 波蘭众議院
| 選舉年 | 選票      | 得票率  | 席次  | 排名    | 執政 |
| ------ | --------- | ------- | ----- | ------- | ---- |
| 2001年 | 1,236,787 | 9.5%    | 44    | 第4位   | 否   |
| 2005年 | 3,185,714 | 27.0% ▲ | 155 ▲ | 第1位 ▲ | 是   |
| 2007年 | 5,183,477 | 32.1% ▲ | 166 ▲ | 第2位 ▼ | 否   |
| 2011年 | 4,295,016 | 29.9% ▼ | 157 ▼ | 第2位 ━ | 否   |
| 2015年 | 5,711,687 | 37.6% ▲ | 235 ▲ | 第1位 ▲ | 是   |
| 2019年 | 8,051,935 | 43.59%▲ | 235 ━ | 第1位 ━ | 是   |
| 2023年 | 7,640,854 | 35.4% ▼ | 194 ▼ | 第1位 ━ | 否   |

## 外部連結
- Law and Justice （页面存档备份，存于） official site
- Polish centre-right claim victory （页面存档备份，存于）
- Law and Justice returns as leader in polls